# 徐辛
徐辛（1966年—）是一位中国纪录片导演。

## 生平
徐辛于1966年出生于江苏泰州，1991年江苏教育学院美术系毕业，2000年建立徐辛纪录片工作室专业从事纪录片创作。

## 作品
- 《马皮》（2003）
- 《车厢》（2004）
- 《房山教堂》（2005）
- 《火把剧团》（2006）[2]
- 《克拉玛依》（2010）[3]
- 《道路》（2012）[4]
- 《长江》（2017）[5]